# 歩兵第290連隊
歩兵第290連隊（ほへいだい290れんたい、歩兵第二百九十聯隊）は、大日本帝国陸軍の連隊の一つ。

## 沿革
太平洋戦争末期の1945年（昭和20年）2月6日に会寧で軍令陸甲第21号下令により、会寧の防備強化を目的に新設された第79師団の歩兵連隊の一つとして編成された。兵力補充は歩兵第75連隊補充隊で担当した。編成後の3月28日に軍旗を拝受した。同年4月、歩兵第16連隊補充隊（新発田）から応召兵を編入。同年5月、仙台師管区歩兵補充隊から応召兵を編入した。同年6月、朝鮮軍司令官から関東軍司令官（第3軍司令官）の隷下となる。同年6月下旬から朝鮮の鐘城、蒼坪、間島省の厚地坪、三陽谷、五竜洞などで陣地構築に従事しながら終戦を迎えた。

## 歴代連隊長
| 代 | 氏名     | 在任期間    | 出身校・期 | 備考 |
| -- | -------- | ----------- | ---------- | ---- |
| 1  | 今堀元貞 | 1945.2.14 - | 陸士26期   |      |